# Jesse Pomeroy
Jesse Harding Pomeroy (29 de noviembre de 1859 – 29 de septiembre de 1932) fue un criminal estadounidense que se convirtió en la persona más joven condenada por delito de asesinato en primer grado en la historia del estado de Massachusetts. Es uno de los primeros casos famosos de niño asesino.

## Primeros años
Jesse Pomeroy nació en Charlestown, Massachusetts, hijo de Thomas J. (1835-1898) y Ruth Ann (1840-1915) Pomeroy. Fue el segundo de dos hijos; su hermano Charles (1857-1919) era dos años mayor. Se dice que el padre de familia era un alcohólico que, como era común en hombres de esta condición, cometía abusos: por cualquier motivo que lo enfureciera, llevaba a sus hijos a una cabaña donde los desnudaba y aporreaba hasta aplacarse. Lejos de enmendarse, Jesse empezó a sentir placer con el dolor. De acuerdo a los relatos de la época, la apariencia de Pomeroy inspiraba miedo. Su cuerpo era muy grande para su edad, así como su cabeza, orejas y rasgos faciales eran poco favorecedores. Su ojo derecho carecía de pupila y el iris era tan claro que se confundía con la esclerótica, confiriéndole un aspecto aterrador. Jesse era un sujeto retraído y solitario. Durante su niñez fue pasto de los niños abusadores de su barrio. Mató a los canarios de su madre y cuando le descubrió torturando al gato del vecino, la familia prefirió no tener mascotas.

## Ataques registrados entre 1871 y 1872
Entre 1871 y 1872, hubo informes de que varios niños habían sido atraídos a zonas remotas y atacados por un muchacho mayor. El primero fue William Paine, de cuatro años, quien fue hallado un día de diciembre de 1871 en una pequeña cabaña abandonada colgando de las manos, que estaban atadas con una cuerda suspendida del techo del lugar. Su espalda estaba cubierta de laceraciones. No fue capaz de denunciar a su atacante. El siguiente fue Tracy Hayden, de siete años, en febrero de 1872. Pomeroy lo ató y torturó. Del ataque, Hayden resultó con los ojos morados, los dientes frontales partidos, la nariz rota y el torso cubierto de heridas. Tras este episodio la policía solo pudo enterarse de que el atacante era un muchachito de cabello castaño. A mediados de abril de 1872, Pomeroy atacó a un niño de ocho años, Robert Maier al que había prometido llevar a ver un circo. Lo desnudó casi por completo y mientras lo azotaba con una vara lo obligaba a maldecir. Maier reportó que mientras Pomeroy lo golpeaba, se masturbaba. La policía comenzó a actuar interrogando a numerosos adolescentes de cabello castaño. Por alguna razón desconocida, la descripción de "El sádico bribón", como fue llamado desde entonces el joven que atormentaba a los niños de Boston, derivó en la de un adolescente con barba y pelirrojo. Mientras tanto, el lampiño y castaño Jesse Pomeroy escapaba con comodidad de la búsqueda policial. El siguiente golpe, a mediados de julio del mismo año, fue contra un niño desconocido de siete años de edad, a quien le fue propinado el mismo tratamiento que a los demás: una feroz paliza hasta que Pomeroy alcanzó el orgasmo. Esta vez la policía ofreció una recompensa de $500 dólares a quien ayudara en la captura. En ese momento, Ruth Pomeroy decidió que su familia se mudara al sur de Boston. Se especula que sospechaba acerca de la posible responsabilidad de su hijo en los recientes ataques a infantes. Sin embargo, la madre de Jesse siempre permaneció fiel a su hijo, y negaría las imputaciones formuladas contra él.
Los ataques de Pomeroy sobre menores continuaron. Tras alejarlo pidiéndole que le ayudara a buscar una dirección, George Pratt fue atado y desnudado por Pomeroy, quien lo aporreó sin misericordia con un cinturón. Esta vez elevó el nivel de sus atrocidades, mordiéndole la mejilla y arañándolo profundamente en la piel. Varias veces le enterró una larga aguja en diversas partes del cuerpo. Intentó inclusive clavársela en un ojo, pero Pratt logró acurrucarse en posición fetal antes de que Pomeroy lograra su objetivo. Frustrado, le dio un terrible mordisco en una nalga y después huyó. El siguiente desventurado fue el niño de seis años Harry Austin. Aparte de la usual paliza, esta vez empleó su navaja de bolsillo para apuñalar en brazos y hombros a su víctima. Se disponía a rebanarle el pene cuando fue interrumpido por la cercanía de unas personas. Pocos días después, atacó al niño Joseph Kennedy, a quien a la vez que aporreaba lo obligaba a proferir oraciones religiosas plagadas de obscenidades. A Kennedy le provocó un profundo corte en la cara con su cuchillo y luego lo llevó a la orilla del mar para echarle agua salada en las heridas. Robert Gould, de cinco años, fue el siguiente en caer engañado por Pomeroy cerca de una estación de tren, ofreciéndole ir a ver soldados. Cuando amenazaba al niño con la punta de su navaja en el cuello, Pomeroy se dio cuenta de que era observado por unos ferrocarrileros y tuvo que huir. Gould aportó pistas más concretas, como que su atacante era un joven adolescente de cabellos castaños y un ojo totalmente blanco.
Un día de septiembre de 1872, la policía visitó la escuela de Pomeroy, pero el joven Kennedy no pudo identificarlo entre los alumnos. El mismo día en que la policía había visitado su colegio, Pomeroy, al regresar a su casa, decidió darse una vuelta por la comisaría y al pasar tan cerca, fue súbitamente identificado por Kennedy, quien continuaba con sus declaraciones. Inmediatamente fue puesto bajo arresto. A pesar del intenso y severo interrogatorio, Pomeroy se mantuvo tranquilo clamando su inocencia en todo momento. Pero cuando lo despertaron a la medianoche en la celda donde había sido confinado con la amenaza de ser encarcelado por cien años, Jesse Pomeroy se dio por vencido. Al día siguiente fue llevado para que todas sus víctimas lo identificaran. Cuando le preguntaron por qué lo había hecho, solo atinó a decir: "no pude evitarlo". La sentencia fue el ingreso en un reformatorio juvenil hasta que cumpliera dieciocho años. El Lyman School en Westborough, Massachusetts, se convirtió en el siguiente hogar de Jesse Pomeroy. The Boston Globe cubrió esta historia muy incómoda para los estándares de la época; la última línea del artículo decía: "Se concluye por lo general que el chico es deficiente mental".
Mientras Jesse purgaba condena, su madre hacía campaña por la liberación y exoneración de su hijo enviando cartas a las autoridades y a quien estuviera dispuesto a escuchar su punto de vista. Como procuró ser un interno modelo, Pomeroy evadió eficientemente los castigos y las reprimendas. Tras quince meses de encierro, el comité de libertad condicional aprobó su salida.

## El crimen
En febrero de 1874, a los 14 años, Pomeroy salió en libertad condicional. Su madre y hermano prometieron esmerarse en su vigilancia. Su madre tenía su tienda de confección propia, y su hermano Charles vendía periódicos por lo que decidieron emplearle para mantenerle ocupado. Pero Pomeroy no había pasado ni dos meses en libertad, cuando la oportunidad se presentó a la puerta de la tienda materna.
El 18 de marzo de 1874 llegó la niña Katie Curran, de 10 años, a preguntar por un cuaderno de notas. Pomeroy le dijo que quedaba un cuaderno y que había que buscarlo en el sótano; Katie lo acompañó confiada. Fue sometida velozmente por Pomeroy quien con su navaja de bolsillo la degolló brutalmente. Después de asesinar a la pequeña Katie, Pomeroy se lavó la sangre y regresó al mostrador a seguir trabajando como si nada hubiera ocurrido. El cadáver permaneció donde lo había dejado sin que nadie notara nada extraño. La madre de Curran comenzó a buscarla ya a la hora en que la niña había salido de casa, pero apareció un testigo que aseguró haber visto como Katie Curran había sido introducida en un vagón de tren; la policía determinó que se trataba de un secuestro y el caso quedó congelado. Cuando el cuerpo fue descubierto, su avanzado estado de descomposición hizo muy difícil conocer el grado de daños que pudiera haber recibido antes o después de la muerte.
A Harry Field lo salvó que otro chico lo vio caminando junto a Pomeroy y este se acobardó.
A Horace Millen, quien tenía cuatro años, lo llevó a una pastelería por un pastelillo que se fueron comiendo ambos durante el camino a una zona pantanosa del sur de Boston donde le había prometido enseñarle un barco de vapor. Esta vez, numerosos testigos vieron a la inusual pareja de "hermanos" caminar por las calles y fuera de la ciudad. Pomeroy atacó al niño con su cuchillo de bolsillo. De acuerdo al reporte del forense, el niño luchó fuertemente por su vida ya que había numerosas heridas, de las llamadas defensivas, en brazos y manos. Se contaron hasta dieciocho heridas en el tórax, un ojo apuñalado, así como heridas profundas en el escroto. El 24 de abril de 1874, unos niños que jugaban en la playa descubrieron el cuerpo en la marisma de la bahía de Dorchester y de inmediato avisaron a unos hombres que cazaban patos en las cercanías. Rápidamente, las sospechas recayeron sobre Pomeroy. Lo buscaron en su casa, y a pesar de las airadas protestas de su madre, el chico fue arrestado. Fue llevado a ver el cuerpo de Millen y le preguntaron sí él cometió el asesinato. En la investigación oficial, a Pomeroy se le negó derecho a un abogado.
Tras la detención de Pomeroy, el ostracismo social cayó sobre su familia y la señora Ruth Ann vio quebrar su tienda de ropa y la vendió. Cuando los trabajadores fueron a hacer unas remodelaciones y adecuaciones de parte del nuevo dueño, encontraron en el sótano el cadáver putrefacto de Katie Curran descuidadamente tirado en un montón de cenizas. No hubo una sola duda acerca de la culpabilidad de Pomeroy en la muerte de la niña, quien aceptó los cargos.

## El juicio
El caso Commonwealth vs Pomeroy fue escuchado en la Corte Suprema Judicial de Massachusetts el 9 y 10 de diciembre de 1874. En el juicio, el fiscal general abogó por un veredicto de culpa en el asesinato de primer grado. En su alegato final, instó a un cargo de asesinato con alternativa de atrocidad extrema, que, de acuerdo con la ley de Massachusetts, es asesinato en primer grado, pero difiere del cargo original en la obligación de premeditación.
La pena impuesta a los asesinos en el estado de Massachusetts era la horca. La defensa de Pomeroy se concentró en el crucial debate acerca de su locura. Pero quedó definitivamente establecido que Pomeroy conocía y admitía que sus actos estaban mal, por lo que la batalla legal fue perdida.
Pomeroy fue declarado culpable el 10 de diciembre de 1874, con la recomendación del jurado de misericordia a causa de la juventud del prisionero. El abogado de Pomeroy, Charles Robinson, presentó dos excepciones que fueron anuladas en 1875, momento en que Pomeroy fue sentenciado a la horca hasta la muerte; sin embargo, ningún gobernador se atrevió a firmar la sentencia. Era muy difícil para las autoridades ejecutar a un chico de catorce años. No había precedentes en la historia penal de la nación.
Finalmente, el gobernador Alexander Rice tomó una decisión, tras escuchar el veredicto de un panel de asesores, quienes recomendaban la ejecución como solución final a este molesto asunto público, Rice aceptó que el castigo debía ser ejemplar, pero no la pena capital. Sin publicitar su decisión, impuso la cadena perpetua para Pomeroy, misma que debía ser cumplida en solitario. El 7 de septiembre de 1876 ingresó en la prisión de Charlestown. Durante su encarcelamiento, la única persona en visitar a Jesse Pomeroy fue su madre, hasta su muerte.
En la cárcel, Pomeroy leyó ávidamente y afirmó haber aprendido varios idiomas, incluido el hebreo; un psiquiatra visitante descubrió que había aprendido alemán con "considerable precisión". Escribió poesía y discutió con los funcionarios sobre su derecho a publicarla; estudió libros de Derecho y se pasó décadas componiendo desafíos legales para reducir su condena y solicitudes de indulto. Un informe psiquiátrico de Pomeroy realizado en 1914 y ampliamente citado por The Boston Globe, indicó que había hecho diez o doce "intentos decididos" de fuga y que habitualmente se encontraban herramientas hechas a mano en su poder. En una ocasión resultó herido en una explosión al intentar redirigir una tubería de gas en la pared de su celda. En 1917, su castigo fue atenuado y se le permitió integrarse a la población general de la prisión. En 1929 debido a su mala salud fue trasladado de la prisión de Charlestown para llevarlo a un hospicio de la policía para criminales dementes, donde pasó los dos últimos años de su vida, plagado de enfermedades y en franca agonía. Falleció el 29 de septiembre de 1932. Pidió ser incinerado y las cenizas esparcidas, pero estas fueron enterradas entre las tumbas de su madre y hermano en el North Weymouth Cemetery. Murió sin sentirse culpable: jamás mostró remordimiento alguno por sus víctimas.

## En la cultura popular
- Jesse Pomeroy aparece en la novela The Alienist, de Caleb Carr.
- Pomeroy es el sujeto de estudio del libro Fiend: The Shocking True Story of America's Youngest Serial Killer, de Harold Schechter.
- Pomeroy aparece interpretado por Stephen Louis Grush en el quinto episodio de la primera temporada de la serie The Alienist, estrenada en 2018.